# Khamisia
Genre
Khamisia est un genre d'araignées aranéomorphes de la famille des Oonopidae.

## Distribution
Les espèces de ce genre se rencontrent au Proche-Orient et en Afrique de l'Est.

## Liste des espèces
Selon World Spider Catalog (version 16.0, 14/07/2015) :
- Khamisia atlit Platnick & Berniker, 2015
- Khamisia banisad Saaristo & van Harten, 2006
- Khamisia hayer Platnick & Berniker, 2015
- Khamisia holmi Platnick & Berniker, 2015

## Publication originale
- Saaristo & van Harten, 2006 : The oonopid spiders (Araneae: Oonopidae) of mainland Yemen. Fauna of Arabia, vol. 21, p. 127-157.